# 易卜拉欣·布巴卡爾·凱塔
易卜拉欣·布巴卡爾·凱塔（法語：Ibrahim Boubacar Keïta，1945年1月29日—2022年1月16日），馬里政治家，曾任馬里總理和馬里總統。
2020年6月5日以来，马里爆發抗议活动，抗议者對马里北部冲突、政府腐败和经济不景气不滿，並呼吁总统凯塔辞职。8月18日，马里发生军人哗变，总统凯塔和总理西塞被哗变军人扣留。同日，凱塔宣佈辭去總統一職。致敬人民全国委员会主席阿西米·戈塔上校代理国家元首职务。